# Епархия Кидапавана
Епархия Кидапавана (лат. Dioecesis Kidapavanensis) — епархия Римско-Католической церкви с центром в городе Кидапаван, Филиппины. Епархия Кидапавана входит в митрополию Котабато. Кафедральным собором епархии Кидапавана является церковь Пресвятой Девы Марии. 

## История
12 июня 1976 года Римский папа Павел VI выпустил буллу Quas Venerabilis, которой учредил территориальную Кидапавана, выделив её из территориальную Котабато.
5 ноября 1979 года Римский папа Иоанн Павел II издал буллу Cum Decessores, которой преобразовал территориальную Кидапавана Ибы в епархию.

## Ординарии епархии
- епископ Federico O. Escaler (1976 — 1980);
- епископ Орландо Бельтран Кеведо (1980 — 1986);
- епископ Juan de Dios Mataflorida Pueblos (1987 — 1995);
- епископ Romulo Geolina Valles (1997 — 2006);
- епископ Romulo Tolentino de la Cruz (14.05.2008 — 15.03.2014), назначен архиепископом Замбоанги.
  - Sede Vacante

## Источник
- Annuario Pontificio, Ватикан, 2007
- Булла Quas Venerabilis, AAS 68 (1976), стр. 451  (лат.)
- Булла Cum Decessores, AAS 75 (1983), стр. 357  (лат.)